# Noctua xanthostaxis
Noctua xanthostaxis là một loài bướm đêm trong họ Noctuidae.